# محوطه تاریخی قارا دره
محوطه تاریخی قارا دره مربوط به هزاره ۴ قم است و در شهرستان خمین، بخش کمره، دهستان چهارچشمه، روستای جوادیه واقع شده و این اثر در تاریخ ۲۰ اسفند ۱۳۸۵ با شمارهٔ ثبت ۱۸۰۱۳ به‌عنوان یکی از آثار ملی ایران به ثبت رسیده است.